# Bor u Skutče
Bor u Skutče (en allemand : Bor bei Skutsch) est une commune du district de Chrudim, dans la région de Pardubice, en République tchèque. Sa population s'élevait à 139 habitants en 2022.

## Géographie
Bor u Skutče se trouve à 2 km au nord-nord-est du centre de Proseč, à 28 km au sud-est de Chrudim, à 35 km au sud-est de Pardubice et à 125 km à l'est-sud-est de Prague.
La commune est limitée par Nové Hrady au nord, par Nová Ves u Jarošova et Jarošov à l'est, par Proseč au sud, et par Zderaz à l'ouest.

## Histoire
La première mention écrite de la localité date de 1559.

## Transports
Par la route, Bor u Skutče se trouve à 14 km de Skuteč, à 37 km de Chrudim, à 45 km de Pardubice et à 163 km de Prague. 